# Resolució 588 del Consell de Seguretat de les Nacions Unides
La Resolució 588 del Consell de Seguretat de les Nacions Unides, fou aprovada per unanimitat el 8 d'octubre de 1986. Després d'expressar la seva preocupació per la continuació del conflicte entre Iran i Iraq, el Consell va instar a ambdós països a implementar laResolució 582 (1986) sense demora.
La resolució va demanar al Secretari General de les Nacions Unides que intensifiqui els seus esforços per garantir que es posi en pràctica la resolució 582, informant-ne a tot tardar el 30 de novembre de 1986. El secretari general, en el seu informe publicat el 24 de novembre, va afirmar que havia establert comunicacions amb ambdós països, però que les posicions dels dos governs no van mostrar cap convergència que permetés implementar la resolució actual.